# Meiga

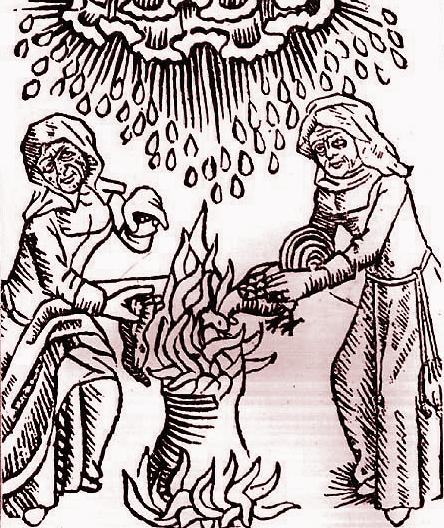
Grabado de 1498 que representa a unas brujas preparando una poción en un caldero para provocar una tormenta.

Meiga es el nombre que se da en Galicia —y en zonas colindantes de León y de Asturias— a la bruja o a la hechicera cuyo cometido es megar o enmeigar, es decir, hacer el mal a personas y animales, para lo que establece un pacto con el diablo. Según el antropólogo Carmelo Lisón Tolosana la meiga no debe confundirse con la bruxa, que hace el bien y es capaz de deshacer los conjuros maléficos y el mal de ojo de las meigas.

## Historia
La referencia más antigua de la existencia de personas que en Galicia recurren a algún tipo de magia es de finales del siglo XIII: un sínodo reunido en Santiago de Compostela en 1289 prohíbe a los clérigos, bajo ciertas penas, que sean adivinos, augures, sortílegos y encantadores. La prohibición se extiende a todo tipo de personas en el siglo siguiente bajo pena de excomunión.
En el siglo XVI se menciona la existencia de «mujeres hechiceras» que hacen hechizos y maleficios a los hombres. El sínodo del obispado de Orense celebrado en 1543-1544 proclama la excomunión de todas aquellas «personas así varones como mujeres, [que] queriendo saber lo que no saben, o lo que ha de ser... va[n] a agoreros y a encantadores, hechiceros y hechiceras». El sínodo denuncia que al estar el «santo olio... en la pila del bautismo, hechiceros y hechiceras con sacrílega temeridad y atrevimiento diabólico lo han hurtado para mezclar con sus hechizos y supersticiones erróneas». Por otro lado, ni la palabra bruxa ni la palabra meiga aparecen en la documentación de la época.
El tribunal de la Inquisición española de Santiago de Compostela, que comenzó a actuar en la segunda mitad del siglo XVI, se ocupó de los "hechiceros" y de las "hechiceras". Los primeros casos datan de 1565 cuando se acusó a un sastre de «hechicero» e «invocador de demonios», al que acudía la gente para preguntarle «cosas futuras y escondidas» y a un ciego de ser «hechicero e invocador de demonios que llamaba [en sus conjuros y prácticas] a...  Belcebú». En un tercer caso se menciona, probablemente por primera vez, a las brujas, cuando un campesino acusado de invocar a «Satanás y a Barrabás" declara que le habían llevado un joven para que lo curara y que "eran tres brujas [las que] hacían mal al muchacho».
En los casos de los que se ocupó el tribunal de Santiago durante el resto del siglo XVI a los acusados de practicar la magia se les llama «hechiceros» y «hechiceras», pero algunos de ellos habrían sido considerados brujos y brujas por otros tribunales debido a los «tratos» que mantenían con el demonio. En 1579 una hechicera es interrogada y torturada por «haber tenido invocaciones, tratos y cópula con el demonio»; en 1582 otra «hechicera e invocadora de demonios» «confesó el pacto que tenía con el demonio y cómo a veces... había tenido con él acceso carnal, unas veces de día y otras de noche y haberse ofrecido [en] cuerpo y ánima al demonio, ofreciéndole así mismo la sangre del dedo». O más claramente en el caso de un «hechicero... [que] iba donde andaban las brujas... de noche».

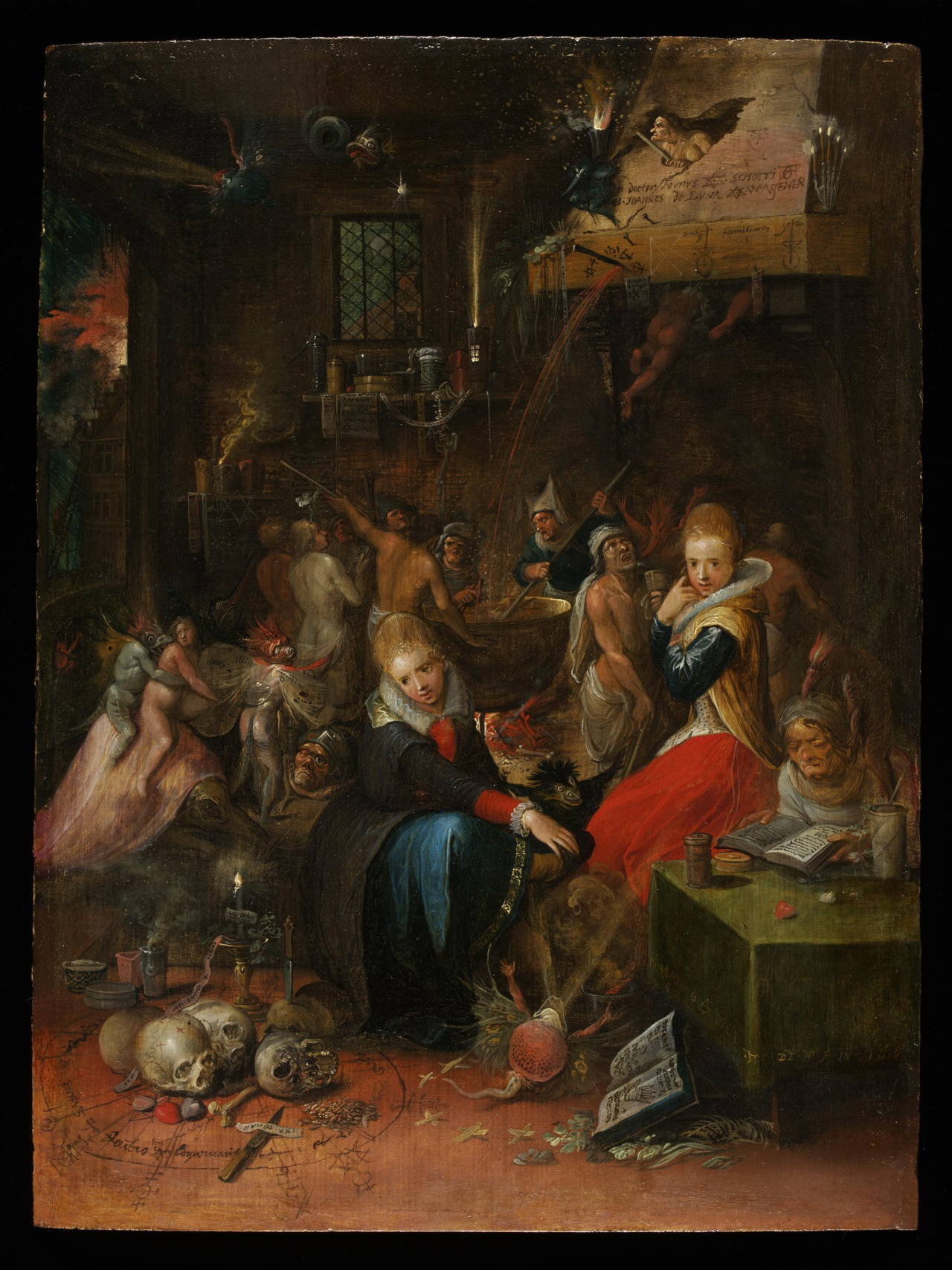
El Sabbat de las brujas (1606) de Frans Francken el Joven.

A finales del siglo XVI y principios del siglo XVII estudiando las actas de los procesos de la Inquisición se puede observar que se empieza a distinguir entre hechicera y bruja, como ha destacado Carmelo Lisón. El concepto de hechicera se relaciona "más con la manipulación de ensalmos, hierbas, nóminas, bendiciones, filtros, polvos, pelo, ropa, incienso, tierra de cementerio, agua bendita, conjuros, ligar y desligar, etc., mientras que el de bruja va adquiriendo características demoníacas (hacer el mal, vuelos y reuniones nocturnas, pacto y acceso carnal con el demonio, muerte de niños, etc.)". Es el caso de una mujer a la que sus vecinos le llaman bruja sin que ella lo niegue que le gritó a uno de ellos "que le había de hacer cosa que no medrase en su vida"; o de otra que también es acusada por sus vecinas de "que tenía fama de bruja y se lo llamaban y ella los sufría y lo debía de ser porque había[n] visto cómo había amenazado a una mujer de que se lo había de pagar y hacer que no viese ni pudiese ganar de comer y que había sucedido que dentro de ocho días se le soltó a la amenazada mucha sangre por la boca y tuvo los ojos para perder". También la palabra bruja empieza a ser usada a nivel popular, como lo contrario a una mujer "honrada y limpia" moralmente.
A partir de 1612, solo dos años después del proceso de las brujas de Zugarramurdi en Logroño, la actividad del tribunal de la Inquisición de Santiago se dirige más contra las "brujas" que contra las "hechiceras". Y es precisamente en esa segunda década del siglo XVII cuando aparece la palabra meiga para referirse a la bruja maléfica cuyo propósito es enmeigar, es decir, hacer el mal a personas y animales.
En las décadas siguientes la bruja-meiga reproduce los rasgos de la idea de la bruja que predomina entonces en Europa Occidental y que llega a Galicia a través de la brujería vasca. Así en las actas del tribunal de Santiago aparecen todas las fantasías atribuidas en Logroño a las brujas de Zugarramurdi: "respetan una jerarquía entre ellas, se untan para salir de casa y volar, reniegan de la fe y cumplen con el ósculo infame y, asimismo, después de la apostasía tienen relación carnal con el demonio (en figura de cabrón) por sus partes traseras"; "se casan con el diablo que las marca con la uña por suyas, destruyen los frutos de los campos en salidas nocturnas, matan a niños, entran en aposentos para poner hechizos a los que duermen y para consumirles la vida". Se reúnen junto a una fuente de Cangas en la noche de San Juan.

## La meiga en la cultura popular gallega

### Diferencias entremeigaybruxa
El antropólogo Carmelo Lisón Tolosana en sus estudios sobre la brujería gallega diferencia entre meiga y bruxa. La gente acude a la bruxa cuando piensa que detrás de lo que le sucede hay una voluntad oscura, perversa y dañina que hay que identificar para atajarla. La experta en ese mundo no natural es la bruja, que no solo puede averiguar quién ha echado el mal de ojo o el hechizo maléfico sino que tiene el poder de contrarrestarlo. Como destaca Carmelo Lisón, "allí donde está el mal ataca la bruja convirtiéndose, de esta manera, en abanderada del bien". Para combatirlo se sirve de conjuros, recitaciones e invocaciones a poderes ocultos, aunque aquí reside la "ambigüedad moral" que define siempre a la bruja, ya que al conocer ese mundo también lo podría utilizar para causar el mal, que es precisamente lo que la diferencia de la meiga.
La meiga es la bruja satánica cuyo cometido es causar el mal en virtud del pacto que tiene con el demonio. En las encuestas llevadas a cabo por Carmelo Lisón, la meiga para los entrevistados es "mala, dañosa", "con potestad... para dominar... a personas", con "poder de hacer el mal", "ofenden", "hacen perder el sentido", "quitan la salud", "enferman a un vecino o a un animal", "secan a los niños", "destruyen el fruto... y la pesca", "envidian", o "echan la mala suerte en casa". Y todos coinciden que su poder le viene del demonio —cuando les mira una mujer que tienen por meiga dicen: vioume o demo, 'me ha visto el demonio'—. Sus dos notas esenciales y distintivas son que envidian y aojan, no solo a las personas sino a sus pertenencias —a su casa y a su ganado—. Según Carmelo Lisón, por envidia se entiende "una mala idea o mal pensamiento siempre intencional, una voluntad perversa junto con una emotividad que consiste en puro deseo del mal, en querer hacer el mal por el mal, de forma gratuita y satánicamente. Su objetivo puede ser también la venganza por agravios reales o supuestos".
En conclusión, según Carmelo Lisón,

Cuando la bruja es requerida para deshacer la envidia opera de un modo simbólico del restablecimiento del orden, de la salud, de la vida. Contrariamente, la meiga equivale a las fuerzas que quiebran la armonía de las partes con el todo, las que introducen el desorden, la enfermedad y la muerte. Aquélla suele asociarse a la altura, la luz y lo sagrado; ésta con lo ínfimo, oscuro y satánico, operando en la impunidad de su acción a distancia. La justicia y el sentido de equidad están de parte de la bruja; la envidia y la injusticia no se apartan de la meiga que a su vez cristaliza el descontento y la inferioridad, mientras que aquélla condensa la igualdad y la libertad. Amistad/hostilidad, ayuda benévola/competición agresiva, serenidad/ansiedad, felicidad/desgracia, moralidad/inmoralidad son otros tantos sistemas sémicos que acompañan a bruja y meiga, respectivamente.

### Tipos de meigas

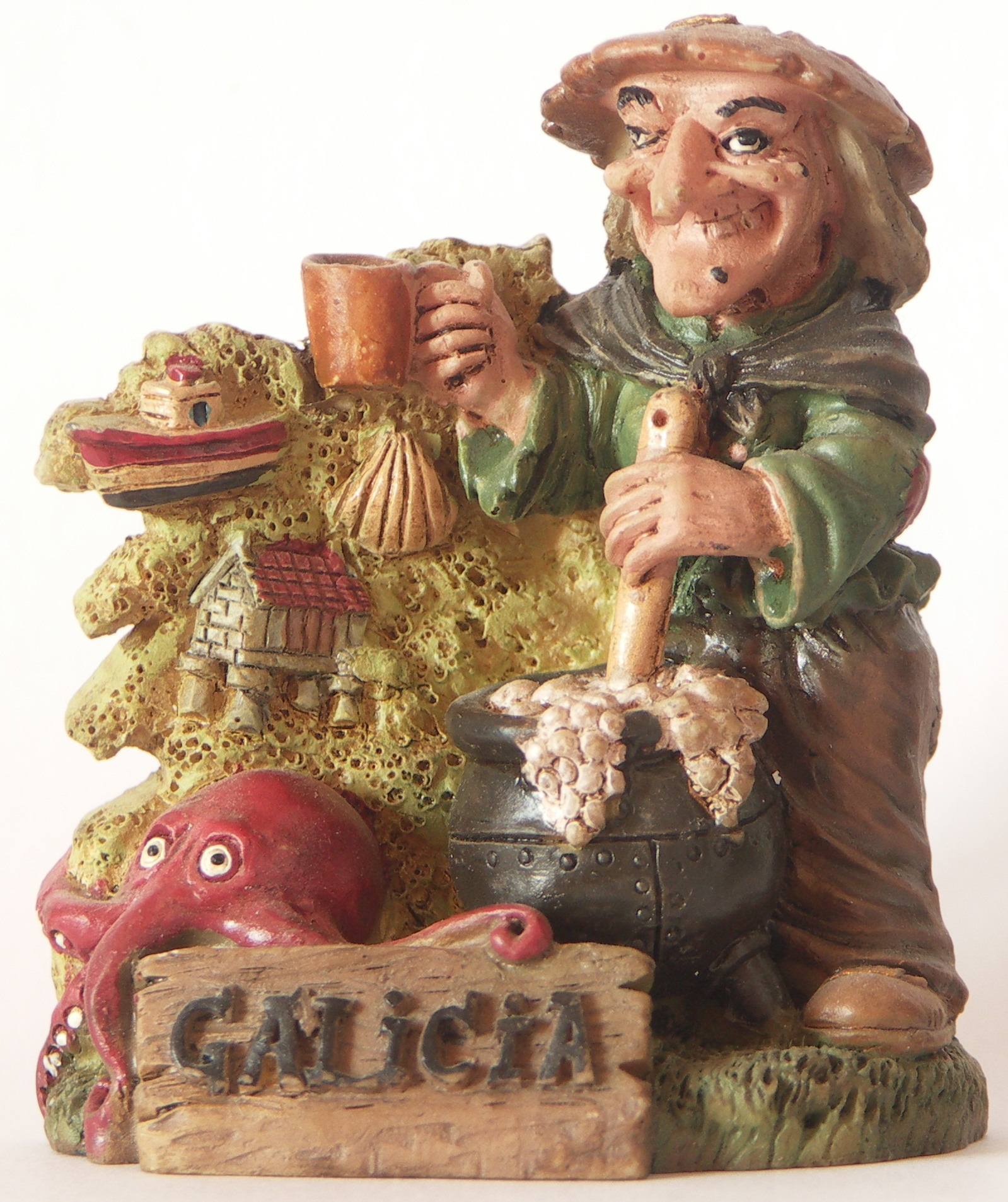
Típico recuerdo de Galicia en el que aparece representada una meiga

Se dice que hay un gran número de ellas, cada una con diferentes poderes: 
- Meigas chuchonas (o chupadoras): son las más peligrosas, y se presentan con distintas caras o transformadas en vampiros e insectos, como abejorros. Chupan la sangre a los niños y les roban los untos (grasa corporal) para ser empleados en la elaboración de ungüentos y pociones.
- Asumcordas o brujas callejeras: espías de la gente y vigilantes de quienes entran y salen de las casas.
- Marimanta: es la meiga del saco, roba niños y los hace desaparecer.
- Feiticeira (Hechicera): viven cerca de los ríos y riachuelos, aunque anciana, su aspecto no repele, posee una voz muy bella que con sus cantos hipnotiza a los chicos que se acercan al río y hace que se vayan metiendo en el río, donde al fin se ahogarán.
- Lavandeira: esta meiga sorprende al caminante que pasa por un lavadero, invitando a este a que la ayude a escurrir las prendas que lava, tintas de sangre todavía tibia, a consecuencia, según se dice, de un mal parto. La persona ha de tener cuidado de torcer la ropa en el mismo sentido que ella, porque de lo contrario, la desgracia caerá sobre su casa.
- Lobismuller (mujer loba): tienen que haber nacido en Nochebuena o Viernes Santo, o bien ser la séptima o novena de una familia donde todas las hijas son mujeres.
- Vedoira: es esbelta y agradable en el trato. Posee facultades adivinatorias, y son expertas en contactar con el más allá para decir si alguien fallecido está gozando eternamente en el Cielo o si aún penan en el Purgatorio.
- Voladoira: vuela y hace piruetas acrobáticas en el cielo.
- Cartuxeira: son meigas echadoras de cartas, que siempre aciertan en sus vaticinios.
- Agoreira: estas meigas envejecen prematuramente, pero viven muchísimos años.
- Dama de castro: estas meigas viven bajo castros milenarios o bajo tierra en un castillo de cristal, llevan siempre un largo vestido blanco de cola y siempre atienden a solicitudes de la gente. Ya que goza de bienestar y fortuna ningún tipo de halago o favor sirven para recibir de ella consejos o regalos; al contrario suele aparecerse a personas afligidas por alguna situación difícil de su vida, y a esas personas otorga sus favores.

### Métodos para protegerse de las meigas
Para defenderse de ellas y de sus hechizos existen amuletos que pueden colocarse en las casas o colgarse del cuello del afectado. 
Estos son algunos de ellos: 
- Colocar una escoba vuelta del revés tras la puerta de la entrada
- Llevar un diente de ajo, una castaña pilonga. Llevar una higa (mejor de azabache compostelano) colgada del cuello o unos cuernos de vacaloura (un tipo de escarabajo)
- Tener en casa tierra bendita de los cementerios o ramas de laurel bendito el Domingo de Ramos
- Buscar garras de fieras o dientes de lobo
- Poseer en forma de varitas, colgantes o pectorales, trozos de azabache, ámbar y distintas piedras capaces de rechazar los venenos y encantamientos.
- Tradicionalmente se cree que saltando la cacharela de San Juan tres veces o múltiplo de tres se espanta a las meigas.

Es muy popular la frase, "Eu non creo nas meigas, mais habelas, hainas ("Yo no creo en las meigas, pero haberlas, las hay"), que resume a la perfección el equilibrio del carácter gallego entre lo práctico, la incredulidad y el misticismo. 
El meigallo es el hechizo que realizan las meigas. Un ensalmo muy común es "¡Meigas fóra!", que es acompañado del gesto de la higa.

## La meiga en América
En la provincia de Chiloé de Chile, conocida en los primeros tiempos de la colonia como Nueva Galicia, la creencia en meigas fue probablemente introducida por los conquistadores de origen gallego durante los siglos XVI y XVII. En esta región reciben la denominación de meicas, y a diferencia de las meigas gallegas, se asocian a curanderas benignas asimilables a las machis del pueblo huilliche, con quienes los conquistadores coexistieron y se mezclaron. Como figura secundaria, también en esta zona subsiste la creencia en la Voladora.